# 廣島陸軍服裝分廠
廣島陸軍服裝分廠（日语：／），又稱出汐倉庫，是位於日本廣島縣廣島市南區出汐地區的一處軍事設施，原為大日本帝國陸軍所設立的被服廠，專責生產军服、軍靴等軍需物資。該設施距離1945年8月6日廣島市原子彈爆炸的爆心地約2,670公尺。雖然建築的鋼鐵門出現彎曲變形，但整體結構並未倒塌。原爆發生後，大批受難者湧入此地，建物遂被作為臨時救護所使用。
戰後，此地曾被轉作學生宿舍與運輸倉庫之用。自1990年代後期起，設施逐漸閒置，目前僅存的四棟建築（10至13號倉庫）已被廣島市認定為「被爆建築物」之一。亦為日本現存最古老的鋼筋混凝土建築群之一，具有重要的建築史價值。基於其歷史與文化意義，市民發起保存運動。廣島縣也表示，將對其所持有的三棟建築進行耐震補強。2024年1月19日，該設施以「舊廣島陸軍服裝分廠倉庫設施」之名，被指定為國家重要文化財

## 概要

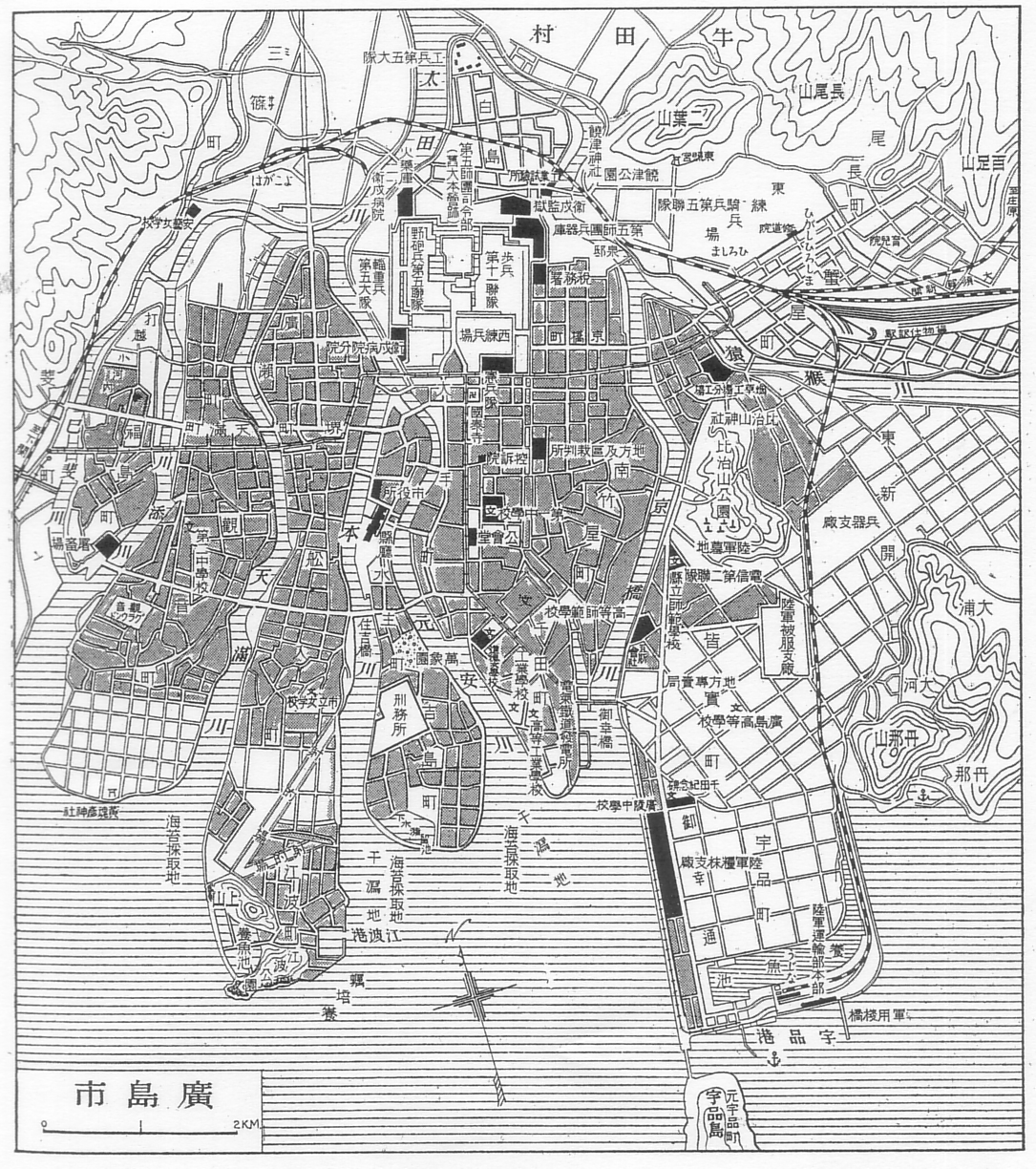
1930年的廣島市地圖顯示服裝分廠的位置。

廣島陸軍被服支廠主要負責製造軍人用的服裝與鞋靴等裝備。戰後，該建築歷經多次用途變更，但自1997年起關閉，作為歷史遺構保留至今。目前一般以「出汐倉庫」之名稱流傳，原則上禁止隨意進入。若欲參觀，須事前聯繫廣島縣財產管理課以獲得許可該工廠所處理的項目不僅包括軍服與軍靴，還涵蓋斗篷、內衣類、帽子、手套、襪子等服飾品，亦包括背包、飯盒、水壺、棉被、毛毯、肥皂、剪刀與小刀、軍人手冊等雜項物資。進入大正與昭和時期，隨著戰線擴大與武器、裝備的多樣化，該廠亦開始製造防寒服、防暑服、航空隊用服裝、空降部隊、挺身隊用裝備，乃至於化學戰防毒服等。
這些物資當中，軍服的縫製與軍靴的製造是被服廠的主要職能；至於其他品項的生產，則多交由民間工廠代工，被服廠本身則負責發包、品質管理、儲藏與配發等業務。除了承擔陸軍所需之軍服與軍靴的生產、以及各類被服與雜項的採購、儲藏與配發外，亦負責中國地方、四國地方與九州地區相關民間工廠的管理與技術指導，並對國民被服進行監督。
1924年時的職工人數為652人（男性262人、女性390人），至1929年（昭和4年）時為505人（男性228人、女性277人），顯示女性職工人數高於男性。1924年時的最低工資為男性1圓20錢、女性90錢；最高工資為男性4圓、女性3圓。此外，該廠亦提供員工本人及其家屬的診療服務與嬰幼兒保育等福利措施，惟徵才對象主要針對出身良好的家庭子女，並會進行嚴格的身分背景調查。
至1943年（昭和18年）後期，隨著美軍對日本本土的空襲展開，工廠開始進行生產設備與儲備品的分散作業，並在廣島支廠轄下設置倉敷出張所、兒島作業所與宇品作業所。

## 沿革

### 創設

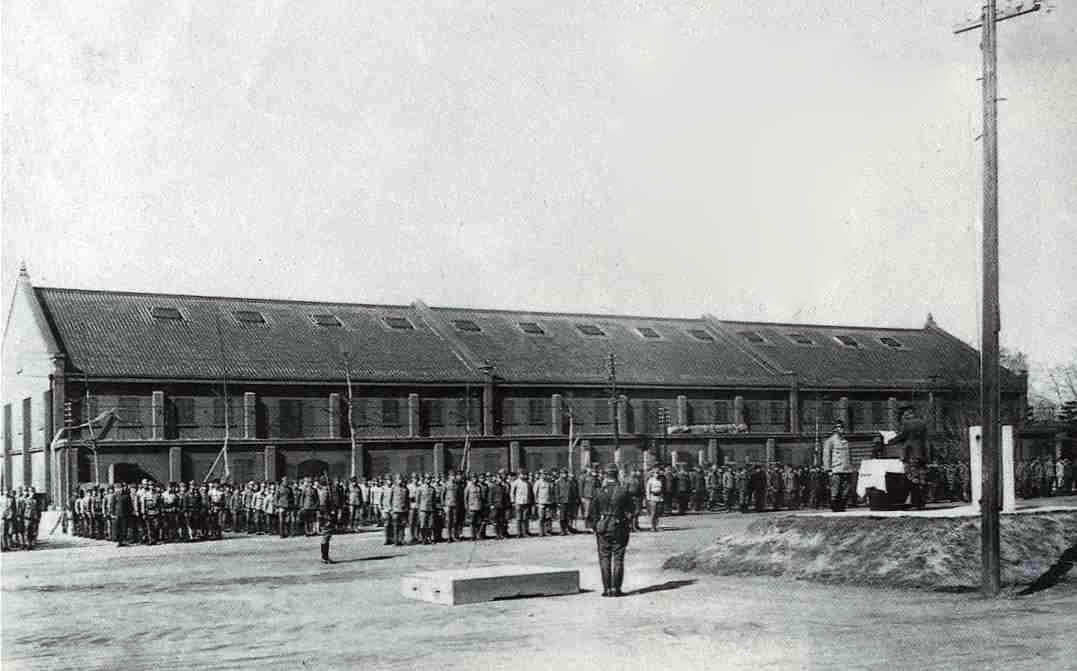
1944年的服裝倉庫。

1905年（明治38年）4月，本設施作為陸軍被服廠廣島出張所設立，同年12月於市內皆實町（當時）完成全棟建築。1907年（明治40年）11月升格為支廠。創設初期，全國僅東京、大阪與廣島三處設有同類機構，三所之間保持業務聯繫與協調。至大正初年，廠區面積達7萬坪。
鄰近區域除有於1906年遷至北側東新開町（今霞町）的陸軍兵器支廠，今為廣島大學霞校區所在地）之外，尚有陸軍要塞砲兵連隊（後改編為通信第2連隊，駐於比治山本町、今為進德女子高等學校]]與產業會館所在地）與多處軍事演習設施。設施開設初期的最鄰近車站為位於東側、國鐵宇品線上的比治山簡易停車場（1903年開業），支廠開設時亦設有引道通至該站，供裝卸物資使用。然而，該站於1919年8月廢止，後於1930年以「被服支廠前停留場」之名復站，後改稱為上大河車站。此外，自廣電宇品線與皆實線通往支廠的道路，因為上下班人流眾多，被稱為「被服廠通」，即今皆實町中通商店街。

### 原爆

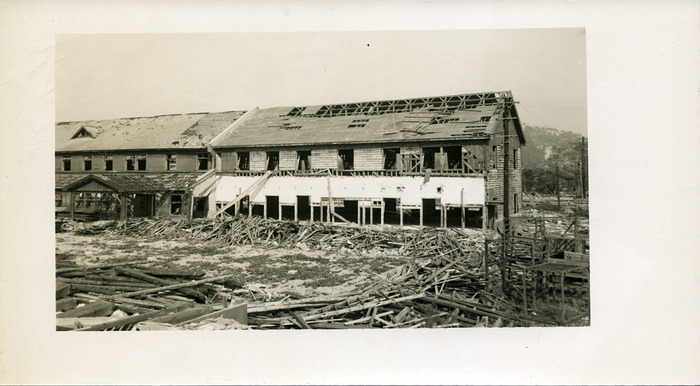
原子彈爆炸後的服裝分廠倉庫（1945年11月，美軍拍攝）。

1945年8月6日，美軍投下的原子彈使廣島市陷入全面毀滅狀態。然而，由於被服支廠距爆心地約2.7公里，再加上其外牆厚達60公分，因此雖遭受爆風衝擊與熱線波及，仍免於焚毀與倒塌，得以作為臨時救護所使用。大量被爆者逃至此處，其中許多人在此斷氣。當時的慘狀亦被峠三吉記錄於其詩作《原子彈詩集》中〈倉庫的記錄〉與〈於臨時包紮所〉中。此建築至今仍保留因爆風而嚴重扭曲的鐵製窗扉，另有遭爆風掀起的磚牆柱帽部分被切割保存，現存於廣島和平紀念資料館內。

### 戰後至今
隨著日本戰敗，被服支廠廢止。自1947年（昭和22年）10月起，原有建物與廠區用地陸續轉為他用，包括作為廣島大學與廣島高等師範學校校舍、大藏省中國財務局辦公廳舍、公務員宿舍用地、民間住宅用地、縣立學校（皆實高中、縣立廣島工業高中）用地、國道2號線道路用地，以及其他事業用地（如新廣島電視台總部大樓）等。此過程中，除了現存的四棟建築外，其餘均已拆除。值得一提的是，原被服支廠本館於戰後曾作為縣立皆實高中本館使用至1964年，其後轉作美術與書法教室使用多年，但現已不存。
其後，現存四棟建物之中，有一棟被作為廣島大學學生宿舍薰風寮使用，其餘三棟則移交日本通運作為倉庫使用。1995年後，日本通運也不再使用該設施，並將建物轉讓給縣政府，自1997年起，四棟建築完全處於未使用狀態。此外，這些建築已以「舊日本通運出汐倉庫1～4號棟」之名，登錄於市政府的被爆建築名錄中。
曾經覆蓋出汐町大半區域的被服支廠，如今僅餘下少數遺構，然即便如此，其作為地區的地標性建築仍廣為人知。鄰近的旭商店街之暱稱「Ivy Town（常春藤城鎮）」即取自舊倉庫牆面上纏繞的常春藤。

### 支廠長
- 荒張正一郎 一等主計正：任期不詳－1934年3月5日[18]

## 現況

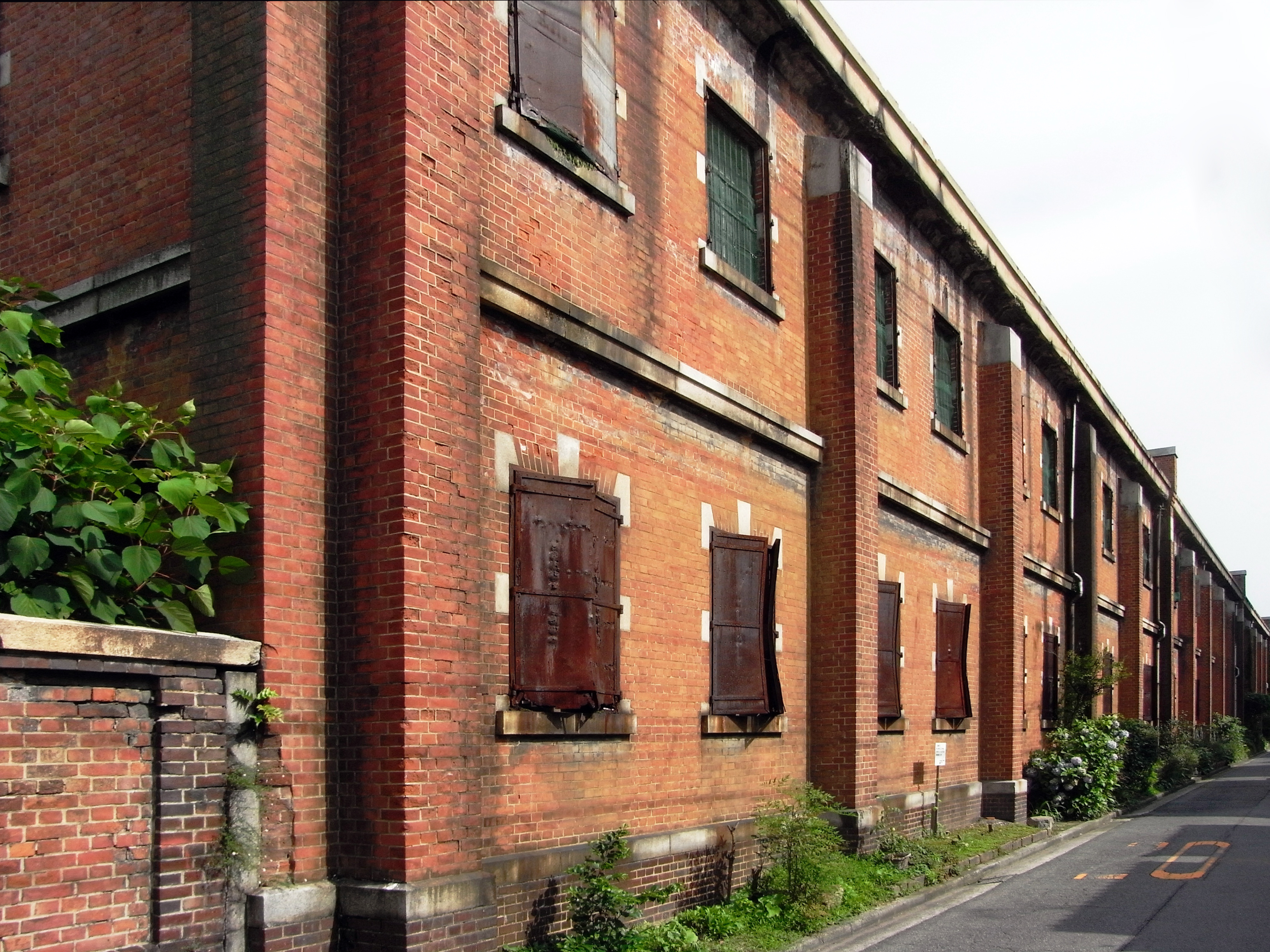
因原爆熱風而扭曲的鐵製門
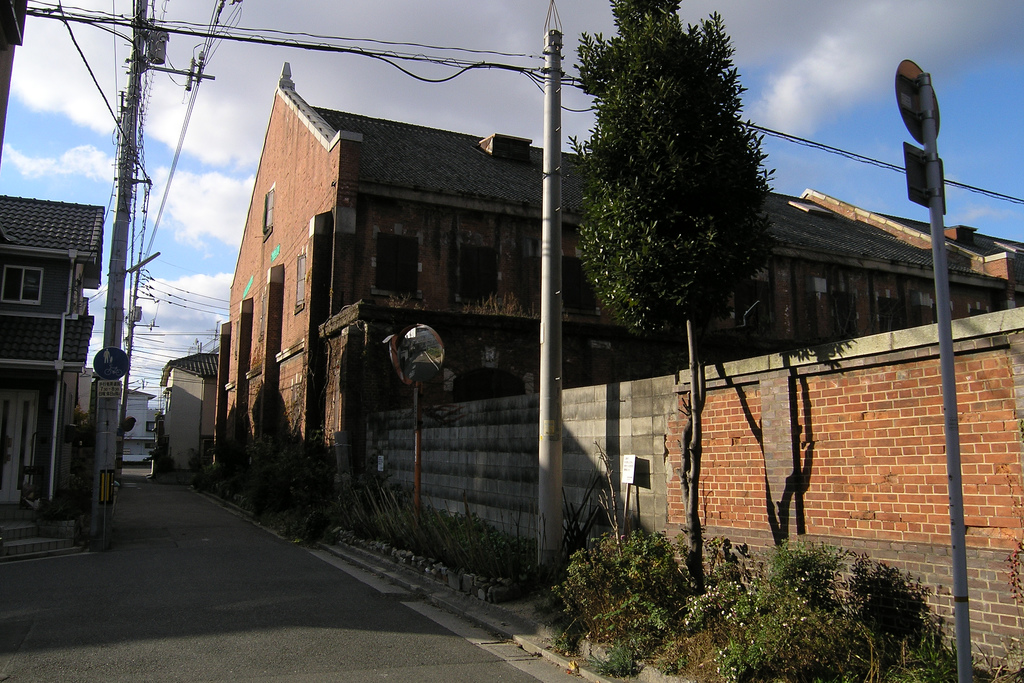

### 結構
現存的10至13號倉庫建於1913年（大正2年）8月。建築由4棟組成，呈L字形排列，每棟長邊約94公尺、高17公尺，為三層樓的鋼筋混凝土構造，外牆貼磚。自1997年起完全封閉，未再使用。目前1至3號棟為廣島縣所持，4號棟則由中國財務局所有，但由廣島縣統一管理，總延床面積約為21,700平方公尺。
雖外觀類似紅磚建築，但實際上採用鋼筋混凝土的框架結構，並與外牆紅磚整合為一體。從外部可見混凝土梁端與樓板，可證實其結構。據信，日本最早的鋼筋混凝土建築為明治38年在佐世保軍港內所建之設施。因此，被服支廠可視為日本鋼筋混凝土建築的過渡期代表。

### 再利用計畫
廣島縣於1980年開始探討保存事宜。1993年（平成5年）舉辦由縣主導的保存活用方策懇談會，會中一致認為應以「文化、歷史・和平、亞洲觀點」作為活用基礎。其後雖曾提出數項活用計畫，但因泡沫經濟崩潰導致財政困難，加上每棟需投入逾20億日圓進行耐震補強，致使計畫無法實現。例如1997年提出「瀨戶內海文化博物館構想」、2002年提出「國際藝術文化據點整備構想」，並一度作為引進埃尔米塔日博物馆分館的候選地點。2011年（平成23年），為解決原爆之子像附近無法展示所有千紙鶴的問題，本建築亦曾列為長期展示場地候選之一。
2019年12月4日，廣島縣表示因結構老朽，擬拆除所擁3棟中的2棟，僅保留1棟進行補強與修繕。然而因應社會各界要求保留聲浪升高，縣於2021年5月19日決定對所擁3棟全面實施耐震化。2022年5月18日，中央政府亦宣布配合廣島縣政策，將其所持的1棟一併保存。
2023年5月17日，來自神戶市的研究所學生向前來採訪G7廣島高峰會的外國媒體介紹此建築，並說明其作為「同時傳達受害與加害雙重面向的重要文化財」的意義。2023年5月21日，電視節目《日曜報道 THE PRIME》的現場直播選址於此建築內進行，內容涉及該建築及G7廣島高峰會的相關討論。

## 另見
- 宇品陸軍糧秣支廠
- 上大河車站
- 原民喜
- 飛田茂雄

### 書籍
- 被爆建造物調査委員会 編『被爆50周年 ヒロシマの被爆建造物は語る - 未来への記憶』廣島和平紀念資料館、1996年
- 山下和也・井手三千男・叶真幹『ヒロシマをさがそう：原爆を見た建物』西田書店、2006年 ISBN 488866434X
- 廣島市郷土資料館 『陸軍の三廠～宇品線沿線の軍需施設～』（広島市郷土資料館調査報告書第20集） 2022年

## 外部連結
- 被爆建物 刻まれた記憶（NHK広島放送局）「広島陸軍被服支廠」，存于
- 建築マップ・旧陸軍被服支廠倉庫
- 旧被服支廠の保全を願う懇談会
- 広島県土地家屋調査士会 旧広島陸軍被服支廠3次元データ化